# 2,4,6-Triaminopyrimidin
2,4,6-Triaminopyrimidin ist ein Pyrimidin (1,3-Diazin), das in symmetrischer Anordnung drei Aminogruppen trägt und als mögliches präbiotisches Nukleinbasenanalogon postuliert wird. Pyrimidintriamin ist Ausgangsstoff für Haarfärbemittel und Explosivstoffe, insbesondere aber für das Vitamin Folsäure und Arzneistoffe wie Malariamittel, die Cytostatika Aminopterin und Methotrexat, sowie das Diuretikum Triamteren.

## Vorkommen und Darstellung
Im Jahr 1905 berichtete Wilhelm Traube die Synthese von 2,4,6-Triaminopyrimidin aus Malonodinitril und Guanidin in Gegenwart von Natriummethanolat und in Ethanol als Lösungsmittel.
Das Produkt lässt sich aus Lösung als gut kristallisierendes Sulfat isolieren. Bei Einsatz eines besser handhabbaren Guanidinsalzes, z. B. Guanidinhydrochlorid, wird die Base Natriummethanolat zur Erzeugung des freien Guanidins zugegeben. Wegen der Oxidationsempfindlichkeit des aromatischen Triamins muss unter Luftausschluss gearbeitet werden.
Die Synthese von TAP aus an Polystyrol-gebundenem Guanidin im Sinne einer Merrifield-Synthese mit Malodinitril und anschließender Freisetzung mittels Trifluoressigsäure unter Mikrowellenbestrahlung sehr hoher Ausbeute (92 %) und kurzen Reaktionszeiten wurde ebenfalls beschrieben.

## Eigenschaften
Reines 2,4,6-Triaminopyrimidin liegt als weißer kristalliner Feststoff vor, „der sich beim Umkristallisieren aus heißem, verdünnten Alkohol in langen Nadeln ausscheidet“. Die Substanz bildet an der Luft rasch dunkelbraune Oxidationsprodukte. TAP ist gut löslich in Wasser (36,5 g/kg bei 20 °C) und in Methanol (22,7 g/kg bei 20 °C), weniger gut in Ethanol (4,5 g/kg bei 20 °C).

## Anwendungen
Die spontane Reaktion von 2,4,6-Triaminopyrimidin mit Ribose unter simulierten Bedingungen einer präbiotischen Erde zu einem nukleosidartigen TAP-Ribose-Konjugat, das mit komplementärer Cyanursäure Assoziate bildet, stellt eine Modellreaktion zur Bildung präbiotischer RNA (pre-RNA) dar.
2,4,6-Triaminopyrimidin liefert bei Reaktion mit dem Natriumsalz des Nitromalonaldehyds (durch Reaktion von Mucobromsäure mit Salpetriger Säure) eine heteroaromatische Nitroverbindung (A), die in zwei Schritten zu einem Hemmstoff der Dihydrofolatreduktase mit Wirksamkeit gegen Pneumocystis carinii und Toxoplasma gondii.
Mit Salpetriger Säure HNO2 lässt sich 2,4,6-Triaminopyrimidin zum 5-Nitrosoderivat (I) umsetzen, das mit Ammoniumsulfid (NH4)2S, Natriumdithionit Na2S2O4 , Zinkstaub/Salzsäure oder besser durch katalytische Hydrierung an einem Palladium-Kontakt in das u. a. als Entwickler für oxidative Haarfarben verwendete 2,4,5,6-Tetraaminopyrimidin (II) überführt werden kann.
5-Nitroso-2,4,6-triaminopyrimidin (I) ist auch direkt in einer Eintopfreaktion aus den Ausgangsstoffen für TAP ohne dessen Isolierung in sehr guter Ausbeute zugänglich.
In einer frühen Synthesevorschrift für das kaliumsparende Diuretikum Triamteren wird z. B. 5-Nitroso-2,4,6-triaminopyrimidin (I) mit Benzylcyanid in Gegenwart von Natriummethanolat zum Endprodukt cyclisiert.
Die intensive Bearbeitung der Synthese von 2,4,5,6-Tetraaminopyrimidin aus 2,4,6-Triaminopyrimidin in den Jahren 1970–2000 ist auf den hohen Bedarf am Tetramin als Ausgangsstoff für Triamteren und besonders für das Vitamin Folsäure und dessen zur Krebstherapie eingesetzten Antagonisten, wie z. B. Aminopterin und vor allem Methotrexat zurückzuführen.